# Saturno (poemas)
Saturno, de Jorge Camacho Cordón, contiene en orden cronológico los poemas escritos en dos versiones lingüísticas simultáneas y paralelas (en español y en esperanto) a partir de finales de 1995, fecha en que escribe hormigas primigenias, así como algunos poemas monolingües acompañados de la traducción correspondiente.
"Aún más que las anteriores, esta nueva obra de Camacho evidencia, de manera punzante y minuciosa, el contraste entre un micromundo omnipresente y perturbador, y un macrocosmos vívido y mitológico." (Gonçalo Neves)
- Datos: Q11161508